# آلدئامایر د سان مارتین
آلدئامایر د سان مارتین (به اسپانیایی: Aldeamayor de San Martín) یک شهرستان در اسپانیا است که در استان وایادولید واقع شده‌است.